# الطريقة الكشفية
 الطريقة الكشفية هي نظام أساسي لتحقيق المقترح التربوي للحركة الكشفية، عن طريق نظام تعليمي ذاتي، وتعتمد الطريقة على تفاعل مجموعة من العناصر ذات نفس القدر من الأهمية وتعمل معا كنظام متماسك. وتتجلى عناصر الطريقة في:

## الوعد والقانون
هو الالتزام بالعهد دون إكراه بأن يؤدي واجباته :
- نحو الله : بالعبادة الحقة، إخلاصا في أداء مناسك العقيدة.
- نحو الآخرين : الأسرة، الوطن، العالم، المجتمع.
- نحو الذات : الاعتماد على النفس في تعلم الأشياء.

## نظام المجموعات الصغيرة
- إدماج الفرد في الحياة الاجتماعية.
- تكوين علاقات في جماعة متجانسة.
- تعلم إبداء الرأي والاستماع إلى الآخرين (الديمقراطية).

## التعلم بالممارسة
- الاستعداد أكثر من التلقي
- حب الإتقان
- اكتساب معرف مفيدة
- اكتساب معارف ومهارات.

## التقدم الشخصي
- اكتساب معلومات ومهارات
- تنمية القدرات البدنية
- اكتساب الميول والملكات
- الارتقاء والتدرج.

## حياة الخلاء
- اكتشاف الطبيعة
- المحافظة على البيئة
- الاعتماد على النفس
- الثقة بالنفس

## دعم الراشدين
- وضع القادة والشباب معاً في مشاركة تعليمية مثمرة على أساس من الاحترام المتبادل والثقة وتقبل كل منهم للآخر كفرد.
- تأصيل المشاركة في الالتزام الشخصي للفرد وتكريس وقته وطاقته ومشاركته في اتخاذ القرارات وتحمل المسؤوليات وسعيه في خلق مناخ إيجابي بما يحقق فائدة وصالح للجميع.
- الدور الذي يؤديه القائد من حيث كونه عضواً فعالاً في المجموعة مسانداً ومعاوناً لها في تحمل المخاطر والصعاب وواجبه أن يعمل في دأب وإصرار على ضمان توفير كافة الظروف الملائمة للشباب للاضطلاع بأعباء تنميتهم في سبيل تحقيق الهدف التربوي للكشفية.

## الإطار الرمزي
- التقاليد في الحركة
- الصيحات والأناشيد
- القصص والحكايات والشخصيات